# Emeidae
Éméidés
Famille
Emeidae, francisé en éméidés, est une famille fossile d'oiseaux paléognathes de l'ordre des Dinornithiformes. Éteinte lors de l'époque historique, elle comprend la plupart des espèces de moas.

## Classification
Cette famille est décrite en 1854 par l'ornithologue français Charles-Lucien Bonaparte (1803-1857). La reconnaissance des sous-familles Anomalopteryginae et Emeinae fait débat.

### Liste des genres et espèces
Selon une étude de Michael Bunce et al. de 2009, les genres et espèces reconnus sont :
- Genre Anomalopteryx Reichenbach, 1852
  - Anomalopteryx didiformis (Owen, 1844)
- Genre Emeus Reichenbach, 1852
  - Emeus crassus (Owen, 1846)
- Genre Euryapteryx Haast, 1874
  - Euryapteryx curtus (Owen, 1846)
- Genre Pachyornis Lydekker, 1891
  - Pachyornis australis (Oliver, 1949)
  - Pachyornis elephantopus (Owen, 1856)
  - Pachyornis geranoides (Owen, 1848)